# Polonia w Azerbejdżanie
Polonia w Azerbejdżanie to Polacy i Azerowie pochodzenia polskiego.
Szacuje się, że w 2019 w Azerbejdżanie mieszkało około 200 Polaków, skoncentrowanych głównie w stolicy kraju – Baku.

## Historia

### Po I rozbiorze Polski
Początki kontaktów polsko-azerbejdżańskich sięgają XVI wieku, ale tak naprawdę, początek Polonii w Azerbejdżanie możemy datować na XIX wiek, kiedy to, w wyniku rozbiorów Polski oraz rosyjskich podbojów na Kaukazie, Warszawa i Baku, znalazły się w jednym państwie – Imperium Rosyjskim. Większość Polaków, którzy dotarli wtedy do Azerbejdżanu, było zesłańcami, skazanymi na karną służbę wojskową.

### Bakijski boom naftowy
Półwysep Apszeroński był intensywnie rozwijającym się miejscem przemysłu naftowego. Z tego też powodu, do stolicy Azerbejdżanu przybyła fala polskich inżynierów, lekarzy i architektów. W latach 1892–1914 funkcję naczelnego architekta Baku pełniło kolejno Polacy: Józef Gosławski, Kazimierz Skórewicz, Józef Płoszko oraz Konstanty Borysoglebski.
Przed wybuchem I wojny światowej Polonia liczyła kilka tysięcy osób.

### Społeczność polska
W XX wieku, w Baku istniało kilka organizacji polonijnych – Rada Polskich Organizacji, Towarzystwo „Dom Polski”, Polskie Towarzystwo Wzajemnej Pomocy „Ognisko”, Polskie Towarzystwo Dobroczynności, a także Związek Młodzieży Polskiej.
W Baku wydawano także polskie czasopismo „Farys”.
Większość Polaków po 1917 roku opuszczała Azerbejdżan w ramach repatriacji.
W 1991 roku założono polonijną organizację o nazwie „Polonia”. Kierownikiem stowarzyszenia był Azer, niemający polskich korzeni.
W 2003 roku powstała polonijna organizacja „Polonia Azerbejdżan”. 31 maja 2019 roku prezydenci Andrzej Duda i İlham Əliyev wzięli udział w nadaniu ulicy imienia Polskich Architektów (Polşa memarları küçəsi) i odsłonili tablicę poświęconą polskim architektom. Umieszczono na niej nazwiska Józefa Gosławskiego, Kazimierza Skórewicza, Józefa Płoszko i Eugeniusza Skibińskiego. Z tej okazji Poczta Polska wydała 8 znaczków zaprojektowanych przez Macieja Jędrysika.

### Społeczności katolickie
W 1894 powstała polska kaplica Niepokalanego Poczęcia Najświętszej Panny Maryi, skonfiskowana później przez władze carskie.
W 1903 powstały Rzymskokatolickie Towarzystwo Dobroczynności i Katolicka Wspólnota Polska, a rok później otworzono szkołę katolicką.
Po upadku Związku Sowieckiego, Polonia zwróciła się do Watykanu o przysłanie kapłana, prośba nastąpiła z inicjatywy Swetłany Barancewicz pochodzącej z polskiej rodziny. W 1997 do Baku przybył ks. Jerzy Piluś – obecnie posługujący w Abchazji.
Od 2001 roku w Baku działa polska parafia pod wezwaniem Chrystusa Zbawiciela.

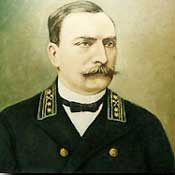
Witold Zglenicki

### Witold Zglenicki
Jednym z najwybitniejszych członków Polonii w Azerbejdżanie był Witold Zglenicki. Był on inżynierem, który pozyskiwał ropę naftową z dna morskiego. Był także sponsorem fundacji na rzecz rozwoju polskiej kultury i nauki, co przyniosło mu przydomek „polskiego Nobla”.
Naśladowca Zglenieckiego, Paweł Potocki zorganizował zasypanie Zatoki Bakijskiej, tworząc w ten sposób lądowe pola naftowe.

### Architektura polska maja
Polacy mają ogromne zasługi w bakijskiej architekturze, funkcję naczelnego architekta miasta pełniło kolejno czterech Polaków, a jeden z nich piastował to stanowisko przez 16 lat.

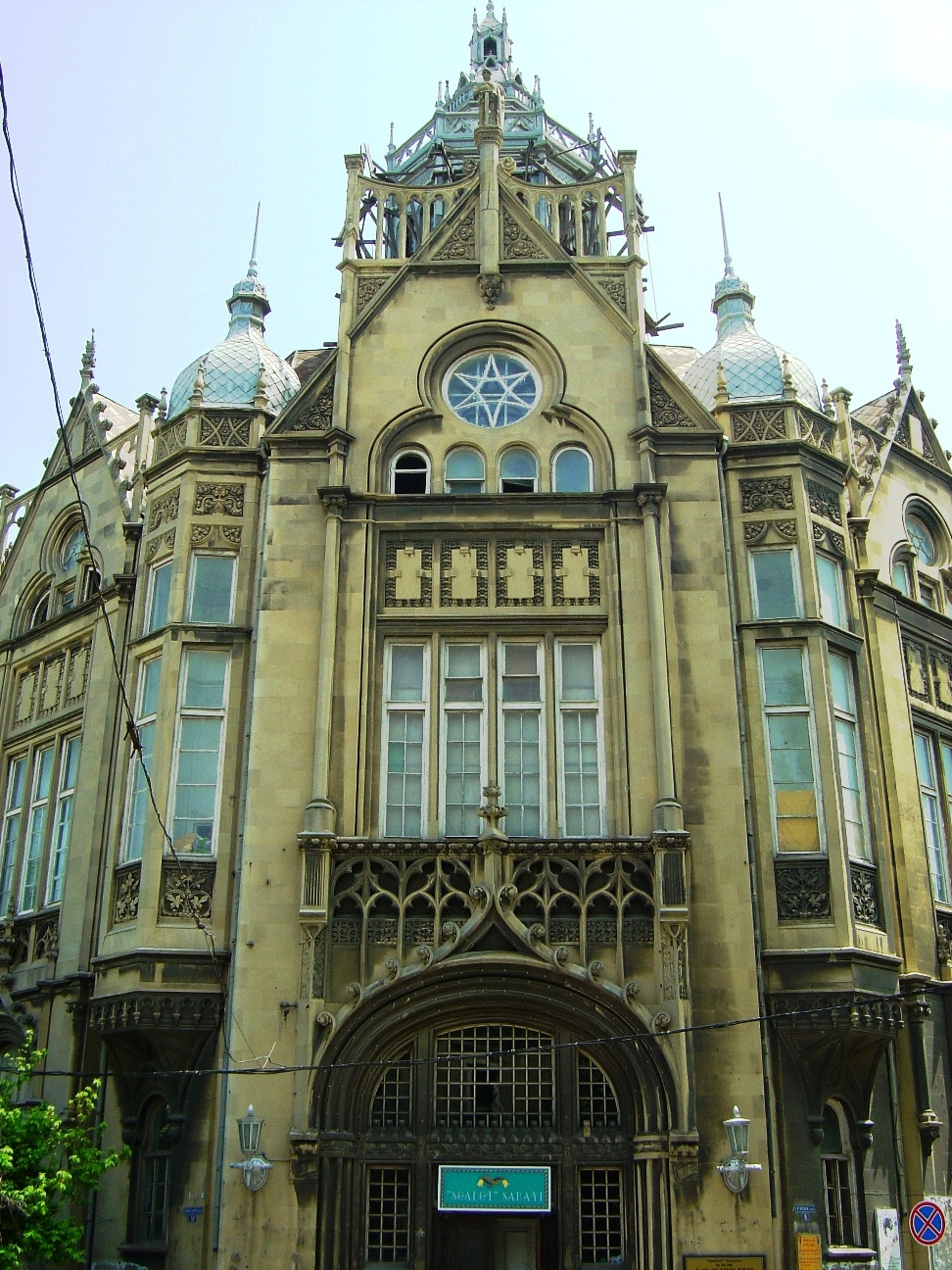
Palace of Happiness, autorstwa Józefa Płoszki
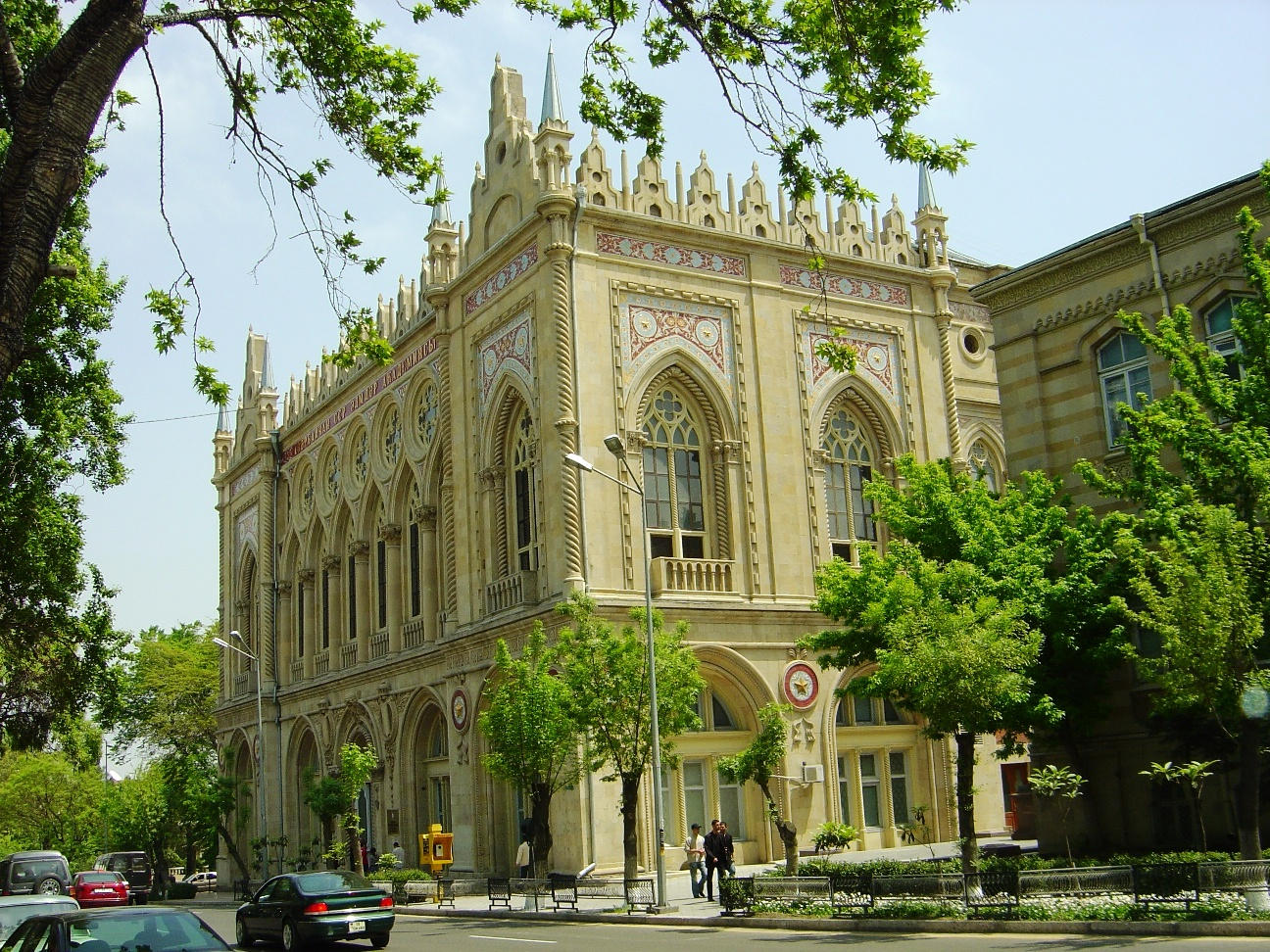
Ismailliye Palace, autorstwa Józefa Płoszki
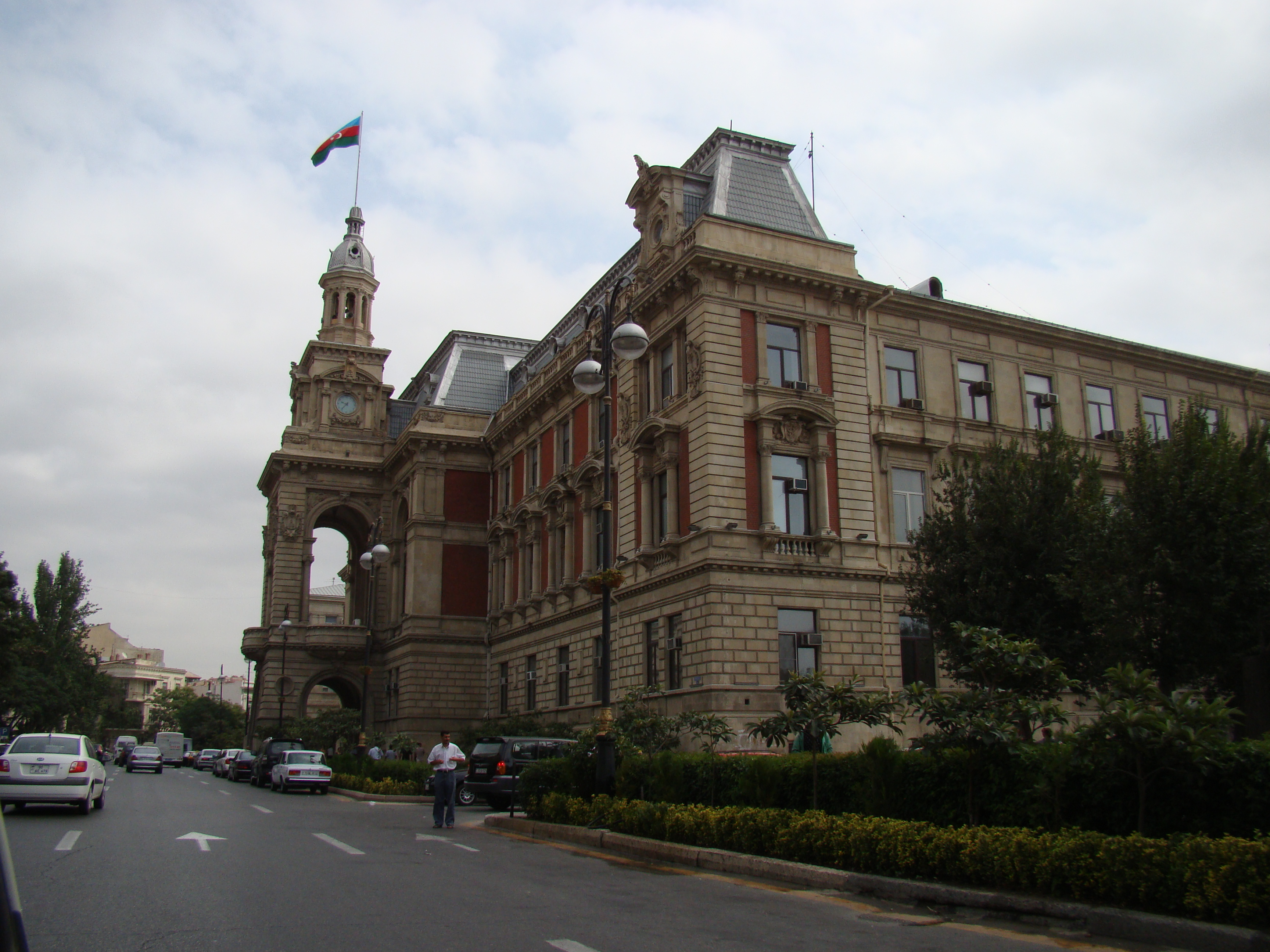
Baki Soveti, autorstwa Józefa Gosławskiego

## Znani członkowie Polonii w Azerbejdżanie
- Józef Gosławski, architekt
- Józef Płoszko, architekt
- Michał Abramowicz, geolog
- Andriej Wyszynski, polityk sowiecki
- Alexander Makovelsky, filozof
- Mstisław Rostropowicz, wiolonczelista
- Witold Zglenicki, geolog, uczeń Dmitrija Mendelejewa
- Stephen Skshyvan, inżynier
- Paul Zdrodovsky, mikrobiolog -->